# Kelley-Raum
Kelley-Räume oder auch k-Räume oder kompakt erzeugte Räume werden in der mathematischen Disziplin der Topologie untersucht. Es handelt sich dabei um eine Klasse von Räumen, deren Topologie in enger Beziehung zu ihren kompakten Teilmengen steht und die aus diesem Grunde eine wichtige Rolle in der algebraischen Topologie spielen.

## Definition
Ein topologischer Raum {\displaystyle X} heißt Kelley-Raum, wenn folgende Bedingungen erfüllt sind:
- {\displaystyle X} ist ein Hausdorff-Raum
- Eine Teilmenge {\displaystyle A\subset X} ist genau dann abgeschlossen, wenn die Durchschnitte {\displaystyle A\cap K} für alle kompakten Teilmengen {\displaystyle K\subset X} abgeschlossen sind.

Die Begriffe k-Raum oder kompakt erzeugter Raum sind in der Literatur häufiger anzutreffen, das unten genannte Lehrbuch von J. Cigler und H. C. Reichel verwendet den Begriff Kelley-Raum.

## Beispiele
- Lokalkompakte Räume sind Kelley-Räume.
- Hausdorff-Räume, die dem ersten Abzählbarkeitsaxiom genügen, sind Kelley-Räume.

## Kelleyfizierung
Ist {\displaystyle (X,\tau )} ein Hausdorff-Raum und definiert man ein System {\displaystyle \tau _{K}} von Teilmengen durch {\displaystyle U\in \tau _{K}:\Leftrightarrow (X\setminus U)\cap K} ist abgeschlossen für alle kompakten Teilmengen {\displaystyle K\subset X}, so ist {\displaystyle \tau _{K}} eine feinere Topologie auf {\displaystyle X} (das heißt {\displaystyle \tau \subset \tau _{K}}), die {\displaystyle X} zu einem Kelley-Raum macht. Der topologische Raum {\displaystyle (X,\tau _{K})} heißt die Kelleyfizierung von {\displaystyle X} und wird mit {\displaystyle k(X)} bezeichnet.
{\displaystyle (X,\tau )} ist genau dann ein Kelley-Raum, wenn {\displaystyle \tau =\tau _{K}} gilt. Man kann zeigen, dass {\displaystyle \tau _{K}} die feinste Topologie auf {\displaystyle X}, die auf allen kompakten Teilmengen die Ausgangstopologie erzeugt.
Ist {\displaystyle f:X\rightarrow Y} eine stetige Abbildung zwischen Hausdorffräumen, so ist sie auch stetig als Abbildung {\displaystyle f:k(X)\rightarrow k(Y)}. Wir haben damit einen Funktor {\displaystyle k:{\mathcal {H}}\rightarrow {\mathcal {K}}} von der Kategorie der Hausdorffräume in die Kategorie der Kelley-Räume, mit jeweils den stetigen Abbildungen als Morphismen. Ist {\displaystyle I:{\mathcal {K}}\rightarrow {\mathcal {H}}} die Einbettung, so ist {\displaystyle I} links-adjungiert zu {\displaystyle k}.

## Eigenschaften
- Ein Hausdorff-Raum und seine Kelleyfizierung haben dieselben kompakten Mengen.
- Ist {\displaystyle X} ein Kelley-Raum, so gilt für jeden anderen topologischen Raum {\displaystyle Y} und jede Abbildung {\displaystyle f:X\rightarrow Y}: {\displaystyle f} ist stetig {\displaystyle \Leftrightarrow f|_{K}} ist stetig für alle kompakten Teilmengen {\displaystyle K\subset X}. (Umgekehrt ist ein Hausdorff-Raum mit dieser Eigenschaft ein Kelley-Raum; betrachte dazu {\displaystyle {\rm {id}}_{X}:X\rightarrow k(X)}.)
- Abgeschlossene Unterräume von Kelley-Räumen sind wieder Kelley-Räume, die Kelley-Eigenschaft vererbt sich nicht auf beliebige Unterräume. Der Arens-Fort-Raum ist kein Kelley-Raum, aber Unterraum eines kompakten und damit eines Kelley-Raums.
- Die Kategorie der Kelley-Räume ist eine volle Unterkategorie der Kategorie der Hausdorffräume.
- Ist von den Kelley-Räumen {\displaystyle X} und {\displaystyle Y} einer lokalkompakt, so ist der Produktraum {\displaystyle X\times Y} ein Kelley-Raum. Das Produkt von beliebigen Kelley-Räumen ist im Allgemeinen kein Kelley-Raum. Setzt man allerdings {\displaystyle X\times _{k}Y:=k(X\times Y)}, so ist {\displaystyle \times _{k}} ein Produkt in der Kategorie der Kelley-Räume.
- Hausdorffsche Quotienten von Kelley-Räumen sind wieder Kelley-Räume.
- Einer der Gründe, warum Kelley-Räume in der algebraischen Topologie verwendet werden, ist folgende Aussage: Sind {\displaystyle X} und {\displaystyle Y} Kelley-Räume und bezeichnet {\displaystyle C_{co}(X,Y)} den Raum der stetigen Funktionen {\displaystyle X\to Y} mit der kompakt-offenen Topologie, so ist folgende Auswertungsabbildung stetig:

{\displaystyle k(C_{co}(X,Y))\times _{k}X\rightarrow Y,\,\,(f,x)\mapsto f(x)}

## Charakterisierung
Folgende Charakterisierung der Kelley-Räume geht auf D. E. Cohen zurück und zeigt, dass man die Kelley-Räume als Verallgemeinerung der lokalkompakten Räume betrachten kann:
- Ein Hausdorffraum ist genau dann ein Kelley-Raum, wenn er Quotient eines lokalkompakten Raums ist.